# イストチナ・イリジャ
イストチナ・イリジャ（セルビア語:Источна Илиџа、ボスニア語:Istočna Ilidža、クロアチア語:Istočna Ilidža）、あるいは東イリジャはボスニア・ヘルツェゴビナの基礎自治体であり、同国を構成する2つの構成体のうち、スルプスカ共和国（セルビア人共和国）に属する。
ボスニア・ヘルツェゴビナ紛争前のイリジャ自治体の市域のうち、紛争を終結させた和平合意であるデイトン合意によってスルプスカ共和国に属するとされた領域が、同自治体から分離されてイストチノ・イリジャとなった。かつてはスルプスコ・イリジャ（Српска Илиџа / Srpska Ilidža、セルビア人のイリジャ）と呼ばれたほか、その中心となる地区の名前を取ってカシンド（Касиндо / Kasindo）と呼ばれることもあるが、スルプスコ・イリジャの呼称についてはボスニア・ヘルツェゴビナ憲法裁判所により違憲とされたため、新しい呼称としてイストチナ・イリジャ（東イリジャ）が取り入れられた。
スルプスカ共和国の法的な首都であるイストチノ・サラエヴォを構成する6つの自治体のうちの一つである。同じくイストチノ・サラエヴォを構成する自治体であるイストチノ・ノヴォ・サラエヴォと合併する案もある。

## 住民構成
紛争によって自治体の分割が行われ、それ以降は国勢調査が行われていないため、その正確な人口を把握することは出来ないが、その人口は2004年の時点でおよそ2万人程度と見られている。

## スポーツ
地元のサッカー・クラブ、FKファモス・ヴォイコヴィチ（FK Famos Vojkovići）は、スルプスカ共和国プルヴァ・リーガ（First League of the Republika Srpska）に属する。